# Heilig-Hartkapel (Obbicht)

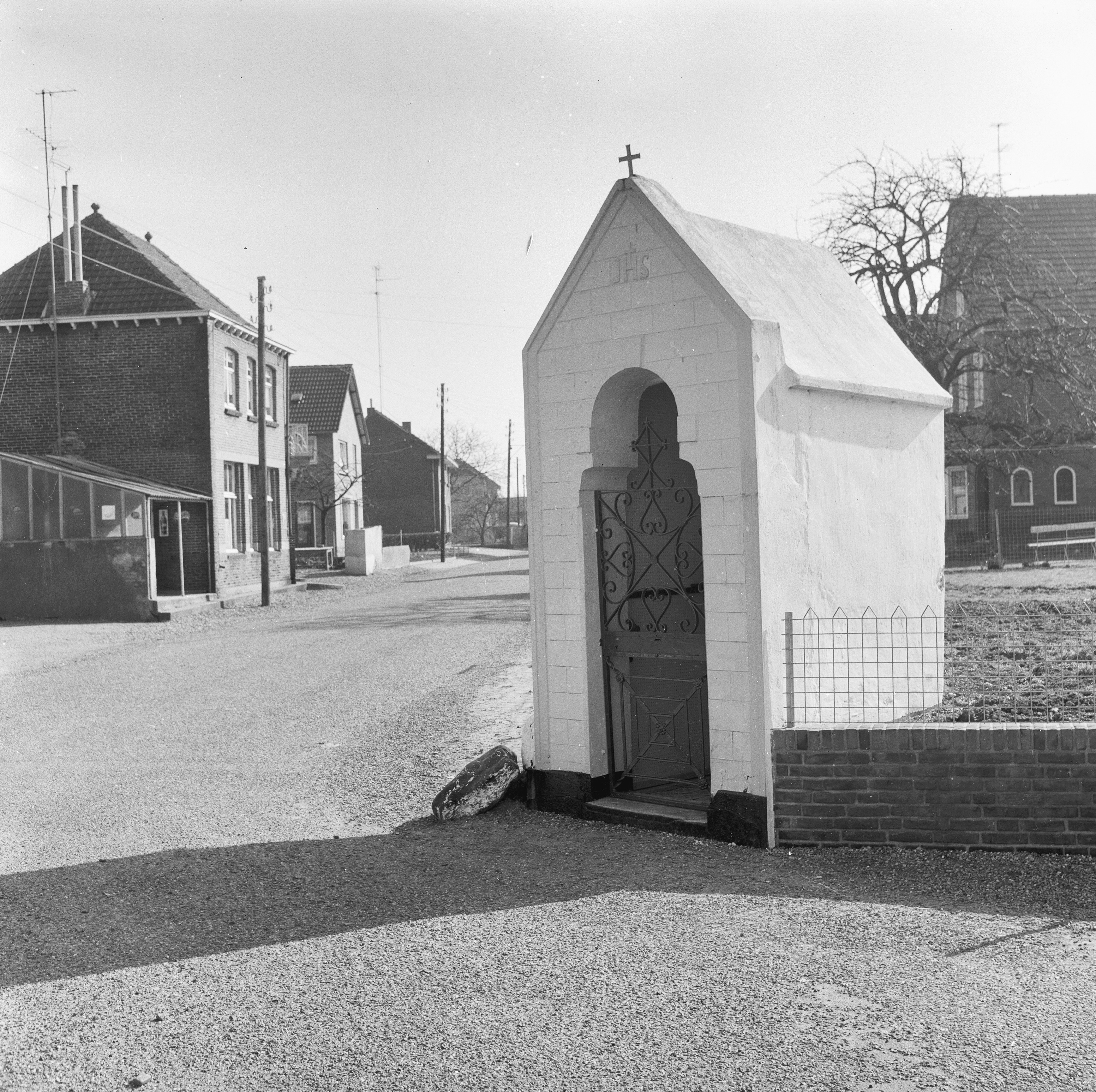
Heilig-Hartkapel

De Heilig-Hartkapel is een kapel in Obbicht in de Nederlands Zuid-Limburgse gemeente Sittard-Geleen. De kapel staat op hoek van de Vonderstraat en Langs de Beek in het centrum van het dorp. Aan de overzijde van de weg stroomt de Kingbeek. Op ongeveer 125 meter naar het zuidoosten staat de Sint-Willibrorduskapel en op ongeveer 150 meter naar het oosten de Piëtakapel.
De kapel was gewijd aan het Heilig Hart van Jezus.

## Geschiedenis
De precieze ouderdom van de kapel is niet te achterhalen.
Rond 1900 sneed een schaapsherder uit een stuk eikenhout een crucifix en schonk deze om geplaatst te worden in de kapel.
Op 12 juli 1968 werd de kapel ingeschreven in het rijksmonumentenregister.
In 1980 restaureerde men de kapel.
Na decennialang in het bezit te zijn geweest van een familie, werd het eigendom van de kapel in 1988 overgedragen aan de gemeente Born. De crucifix werd toen teruggegeven aan de familie en werd er in de kapel een polychroom Heilig-Hartbeeld geplaatst.
Op 3 mei 2013 werd de kapel heropend met een herplaatsing van het monumentale kruisbeeld dat vroeger zich reeds in de kapel bevond.

## Bouwwerk
De aan de buitenkant wit geschilderde kapel is opgetrokken op een rechthoekig plattegrond en wordt gedekt door een zadeldak met leien. De frontgevel wordt grijs omkaderd en heeft een topgevel die uitsteekt boven het zadeldak. Boven in de frontgevel zijn in het grijs de letters JHS aangebracht (Christusmonogram). De ingang heeft de vorm van een drielobboog, waarbij de sluitsteen en aanzetstenen grijs geschilderd zijn, en wordt afgesloten met een smeedijzeren hek.
Van binnen is de kapel bekleed met bakstenen metselwerk en is er een altaar aangebracht. Boven het altaar bevindt zich een rondboognis waarin een polychroom Heilig-Hartbeeld geplaatst was.